# Du Temps
Du Temps è un singolo della cantautrice francese Mylène Farmer, estratto dal suo secondo best of 2001.2011 e pubblicato il 7 novembre 2011 dall'etichetta discografica Polydor.
Il singolo vede il ritorno di Laurent Boutonnat come produttore della cantante. Per la prima volta nella carriera dell'artista, viene pubblicato come supporto solo un Maxi CD, mentre viene omessa la pubblicazione dello storico CD 2titres.

## Videoclip
Il videoclip mostra alcune immagini di Mylène Farmer girate nel backstage della sua tournée del 2009, mentre sullo sfondo la cantante balla con alcuni ballerini. Il video è stato diretto da Laurent Boutonnat, 10 anni dopo il suo ultimo clip girato per la cantante.

## Tracce
1. Du Temps (Single version) - 3:39
2. Du Temps (Instrumental version) - 3:35
3. Du Temps  (Mico C club remix) - 5:14
4. Du Temps  (Tomer G reloaded club mix) - 6:34
5. Du Temps  (Tomer G reloaded radio edit) - 3:37